# Compositie XI
Compositie XI is een schilderij van de De Stijl-voorman Theo van Doesburg in het Solomon R. Guggenheim Museum in New York.

## Het werk

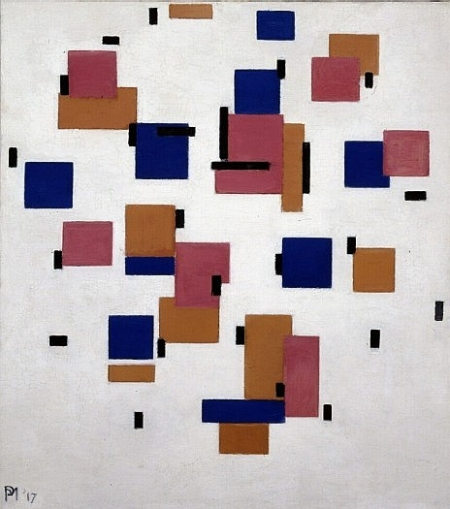
Piet Mondriaan. Compositie in kleur B. 1917. Otterlo, Kröller-Müller Museum.

Het werk draagt rechtsonder Van Doesburgs monogram met aan weerszijden daarvan het jaartal 1918. Op 'lijst 1' van Van Doesburg uit omstreeks 1927 komt het voor als Compositie XI 1917/18 (open kompositie in rood blauw geel) Rinsema. Op 23 september 1918 schreef hij aan zijn vriend Antony Kok: 'Het laatste nieuws is, dat ik op aanhoudende invitatie 3 mijner werken (Kaartspelers en oplossing + laatste rood-blauw-geel Compositie) heb gestuurd'. Van Doesburg voltooide Compositie XI dus voor 23 september 1918. Die 'aanhoudende invitatie' kwam van kunstenaarsvereniging De Branding, die van 15 september tot en met 15 oktober 1918 een tentoonstelling hield bij de Haagsche Kunstkring. Het werk is vergelijkbaar met Compositie in kleur A en B van Mondriaan uit 1917 in het Kröller-Müller Museum.

## Herkomst
Van Doesburg schonk het voor ca. 1927 aan zijn vriend Evert Rinsema. Deze schonk het aan Jan Meijer, die het in 1953 'teruggaf' aan Van Doesburgs derde vrouw Nelly van Doesburg. Deze verkocht het een jaar later aan het Solomon R. Guggenheim Museum in New York.